# Tornei di tennis femminili indipendenti nel 1971
Nel 1971 alcuni tornei di tennis femminili facevano parte del Virginia Slims Circuit 1971, altri del Women's International Grand Prix 1971, ma la maggior parte non era inserito in nessuno dei 2 circuiti.

## Calendario

### Gennaio
| Settimana             | Torneo                                                                                   | Vincitore                                                                 | Finalista                         | Semifinalisti           | Eliminati ai quarti                                |
| --------------------- | ---------------------------------------------------------------------------------------- | ------------------------------------------------------------------------- | --------------------------------- | ----------------------- | -------------------------------------------------- |
| gennaio               | New South Wales Hard Court Championships 1971 Tamworth, Australia Singolare - Doppio     | Evonne Goolagong Cawley                                                   | non conosciuta (bandiera)         |                         |                                                    |
| gennaio               | New South Wales Hard Court Championships 1971 Tamworth, Australia Singolare - Doppio     |                                                                           |                                   |                         |                                                    |
| 2 gennaio             | Eastern Province Championships 1971 Port Elizabeth, Sudafrica Cemento Singolare - Doppio | Tory-Ann Fretz 5-7 6-0 6-1                                                | Cecilia Martinez                  |                         |                                                    |
| 2 gennaio             | Eastern Province Championships 1971 Port Elizabeth, Sudafrica Cemento Singolare - Doppio | Tory-Ann Fretz Ceci Martinez 5-7 6-3 6-3                                  | Shari Barman Helen Amos           |                         |                                                    |
| 3 gennaio             | New Zealand Championships 1971 Christchurch, Nuova Zelanda Erba Singolare - Doppio       | Evonne Goolagong Cawley 6-1 6-4                                           | Betty Stöve                       |                         |                                                    |
| 3 gennaio             | New Zealand Championships 1971 Christchurch, Nuova Zelanda Erba Singolare - Doppio       | Kathy Harter Winnie Shaw 6-4 4-6 7-5                                      | Gail Chanfreau Evonne Goolagong   |                         |                                                    |
| 4 gennaio             | Sydney Manly Seaside Championships 1971 Sydney, Australia Erba Singolare - Doppio        | Sandra Walsham 6-1 6-4                                                    | Helen Kayser                      |                         |                                                    |
| 4 gennaio             | Sydney Manly Seaside Championships 1971 Sydney, Australia Erba Singolare - Doppio        |                                                                           |                                   |                         |                                                    |
| 8 gennaio 2 settimane | Australian Open 1971 Melbourne, Australia Erba Singolare - Doppio                        | Margaret Court 2-6, 7-6, 7-5                                              | Evonne Goolagong                  | Lesley Hunt Winnie Shaw | Helen Gourlay Jan O'Neill Norma Marsh Sharon Walsh |
| 8 gennaio 2 settimane | Australian Open 1971 Melbourne, Australia Erba Singolare - Doppio                        | Evonne Goolagong Cawley Margaret Court 6-0, 6-0                           | Joy Emerson Lesley Hunt           | Lesley Hunt Winnie Shaw | Helen Gourlay Jan O'Neill Norma Marsh Sharon Walsh |
| 9 gennaio             | Western Province Championships 1971 Città del Capo, Sudafrica Cemento Singolare - Doppio | Virginia Wade 6-1 6-0                                                     | Elizabeth Truter                  |                         |                                                    |
| 9 gennaio             | Western Province Championships 1971 Città del Capo, Sudafrica Cemento Singolare - Doppio | Helen Amos Virginia Wade                                                  | Daphne Botha Greta Delport        |                         |                                                    |
| 10 gennaio            | New Zealand Wellington Tournament 1971 Wellington, Nuova Zelanda Erba Singolare - Doppio | Kathleen Harter 6-2 6-2                                                   | Beverley Vercoe                   |                         |                                                    |
| 10 gennaio            | New Zealand Wellington Tournament 1971 Wellington, Nuova Zelanda Erba Singolare - Doppio | Sue Blakely Kathleen Harter 6-7 6-4 6-4                                   | Beverley Vercoe B Ward            |                         |                                                    |
| 10 gennaio            | New South Wales Open 1971 Sydney, Australia Erba Singolare - Doppio                      | Margaret Smith-Court 6-2 6-2                                              | Ol'ga Morozova                    |                         |                                                    |
| 10 gennaio            | New South Wales Open 1971 Sydney, Australia Erba Singolare - Doppio                      | Margaret Smith-Court Ol'ga Morozova 6-2, 6-0                              | Helen Gourlay-Cawley Kerry Harris |                         |                                                    |
| 10 gennaio            | Tasmanian Open 1971 Hobart, Australia Erba Singolare - Doppio                            | Gail Chanfreau 6-1 4-6 6-2                                                | Kerry Harris                      |                         |                                                    |
| 10 gennaio            | Tasmanian Open 1971 Hobart, Australia Erba Singolare - Doppio                            | Patti Hogan Ol'ga Morozova 6-2 6-0                                        | Brenda Kirk Laura Rossouw         |                         |                                                    |
| 24 gennaio            | Western Australian Open 1971 Perth, Australia Erba Singolare - Doppio                    | Margaret Smith-Court 6-1 6-2                                              | Virginia Wade                     |                         |                                                    |
| 24 gennaio            | Western Australian Open 1971 Perth, Australia Erba Singolare - Doppio                    | Margaret Smith-Court Evonne Goolagong Cawley 6-4 7-5                      | Winnie Shaw Virginia Wade         |                         |                                                    |
| 24 gennaio            | Fort Lauderdale Invitational 1971 Fort Lauderdale, USA Terra rossa Singolare - Doppio    | Chris Evert 6-2 6-1                                                       | Laurie Fleming                    |                         |                                                    |
| 24 gennaio            | Fort Lauderdale Invitational 1971 Fort Lauderdale, USA Terra rossa Singolare - Doppio    | Chris Evert Laurie Fleming 6-0 4-6 6-3                                    | Margie Cooper Becky Vest          |                         |                                                    |
| 31 gennaio            | Victorian Open 1971 Melbourne, Australia Erba Singolare - Doppio                         | Evonne Goolagong Cawley 7-6 7-6                                           | Margaret Smith-Court              |                         |                                                    |
| 31 gennaio            | Victorian Open 1971 Melbourne, Australia Erba Singolare - Doppio                         | Margaret Court Ol'ga Morozova Helen Gourlay Kerry Harris titolo condiviso |                                   |                         |                                                    |

### Febbraio
| Settimana   | Torneo                                                                                  | Vincitore                                     | Finalista                    | Semifinalisti | Eliminati ai quarti |
| ----------- | --------------------------------------------------------------------------------------- | --------------------------------------------- | ---------------------------- | ------------- | ------------------- |
| 3 febbraio  | German Covered Court Championships 1971 Brema, Germania Campo indoor Singolare - Doppio | Nell Truman 6-3 6-3                           | Heide Schildeknecht-Orth     |               |                     |
| 3 febbraio  | German Covered Court Championships 1971 Brema, Germania Campo indoor Singolare - Doppio | Helga Niessen Masthoff Heide Orth 6-3 5-7 6-1 | Ingrid Bentzer Eva Lundqvist |               |                     |
| 7 febbraio  | Scandanavian Covered Court Championships 1971 Göteborg, Svezia Singolare - Doppio       | Christina Sandberg 6-1 6-3                    | Brigitta Lindstrom           |               |                     |
| 7 febbraio  | Scandanavian Covered Court Championships 1971 Göteborg, Svezia Singolare - Doppio       |                                               |                              |               |                     |
| 21 febbraio | Moscow International Indoor Open 1971 Mosca, USSR Campo indoor Singolare - Doppio       | Ol'ga Morozova 6-1 7-5                        | Maria Kull                   |               |                     |
| 21 febbraio | Moscow International Indoor Open 1971 Mosca, USSR Campo indoor Singolare - Doppio       | Yevgenia Biriukova Marina Krošina 7-6 5-7 7-5 | Franaturova Ol'ga Morozova   |               |                     |

### Marzo
| Settimana | Torneo                                                                                                  | Vincitore                                            | Finalista                                 | Semifinalisti | Eliminati ai quarti |
| --------- | --- | ---------------------------------------------------- | ----------------------------------------- | ------------- | ------------------- |
| 1º marzo  | French Covered Court Championships 1971 Lione, Francia Campo indoor Singolare - Doppio                  | Marilyn Greenwood 6-2 6-4                            | Odile de Roubin                           |               |                     |
| 1º marzo  | French Covered Court Championships 1971 Lione, Francia Campo indoor Singolare - Doppio                  | Daniele Bouteleux Odile de Roubin                    | Chevalier Marilyn Greenwood               |               |                     |
| 1º marzo  | Torneo di Jakarta 1971 Giacarta, Indonesia Singolare - Doppio                                           | Gertrudia Groenman-Walhof 6-4 3-6 6-4                | Betty Stöve                               |               |                     |
| 1º marzo  | Torneo di Jakarta 1971 Giacarta, Indonesia Singolare - Doppio                                           |                                                      |                                           |               |                     |
| 1º marzo  | Kenya National Championships 1971 Nairobi, Kenya Singolare - Doppio                                     | Niupa Mankad 6-0 6-0                                 | Jenny Paterson                            |               |                     |
| 1º marzo  | Kenya National Championships 1971 Nairobi, Kenya Singolare - Doppio                                     | Niupa Mankad Jenny Paterson 6-2 6-2                  | Mrs Nash Mrs Vincenzini                   |               |                     |
| 7 marzo   | Heineken Open 1971 Auckland, Nuova Zelanda Erba Singolare - Doppio                                      | Margaret Smith-Court 3-6 7-6 6-2                     | Evonne Goolagong Cawley                   |               |                     |
| 7 marzo   | Heineken Open 1971 Auckland, Nuova Zelanda Erba Singolare - Doppio                                      | Margaret Smith-Court Evonne Goolagong Cawley 7-6 6-0 | Lesley Turner Bowrey Winnie Shaw          |               |                     |
| 9 marzo   | Czechoslovakian International Championships 1971 Praga, Cecoslovacchia Campo indoor Singolare - Doppio  | Marie Neumannova Pinterova 3-6 6-1 6-4               | Mila Holubova                             |               |                     |
| 9 marzo   | Czechoslovakian International Championships 1971 Praga, Cecoslovacchia Campo indoor Singolare - Doppio  |                                                      |                                           |               |                     |
| 11 marzo  | Torneo di Tolosa 1971 Tolosa, Francia Terra rossa Singolare - Doppio                                    | Odile de Roubin 7-5 4-6 6-3                          | Jeanine Lieffrig                          |               |                     |
| 11 marzo  | Torneo di Tolosa 1971 Tolosa, Francia Terra rossa Singolare - Doppio                                    |                                                      |                                           |               |                     |
| 21 marzo  | Riviera Championships 1971 Mentone, Francia Terra rossa Singolare - Doppio                              | Helga Niessen Masthoff 7-5 2-6 7-5                   | Corinne Molesworth                        |               |                     |
| 21 marzo  | Riviera Championships 1971 Mentone, Francia Terra rossa Singolare - Doppio                              |                                                      |                                           |               |                     |
| 22 marzo  | Egyptian International Cairo Championships 1971 (UAR Open) Cairo, Egitto Terra rossa Singolare - Doppio | Ol'ga Morozova 7-5 6-0                               | Lea Pericoli                              |               |                     |
| 22 marzo  | Egyptian International Cairo Championships 1971 (UAR Open) Cairo, Egitto Terra rossa Singolare - Doppio |                                                      |                                           |               |                     |
| 28 marzo  | Torneo di Beaulieu 1971 Beaulieu-sur-Mer, Francia Terra rossa Singolare - Doppio                        | Betty Stöve 3-6 6-3 6-2                              | Jill Cooper                               |               |                     |
| 28 marzo  | Torneo di Beaulieu 1971 Beaulieu-sur-Mer, Francia Terra rossa Singolare - Doppio                        | Jill Cooper Gertrudia Groenman-Walhof 1-6 6-3 6-3    | Ingrid Lofdahl-Bentzer Christina Sandberg |               |                     |

### Aprile
| Settimana | Torneo                                                                                                  | Vincitore                                                  | Finalista                                | Semifinalisti | Eliminati ai quarti |
| --------- | --- | ---------------------------------------------------------- | ---------------------------------------- | ------------- | ------------------- |
| aprile    | Montana Invitational 1971 Montana, Svizzera Singolare - Doppio                                          | Lesley Hunt                                                | Alena Palmeova-West                      |               |                     |
| aprile    | Montana Invitational 1971 Montana, Svizzera Singolare - Doppio                                          |                                                            |                                          |               |                     |
| 1º aprile | Egyptian International Alexandria Championships 1971 Alessandria, Egitto Terra rossa Singolare - Doppio | Alena Palmeova-West 6-4 6-4                                | Yelena Granaturova                       |               |                     |
| 1º aprile | Egyptian International Alexandria Championships 1971 Alessandria, Egitto Terra rossa Singolare - Doppio |                                                            |                                          |               |                     |
| 4 aprile  | Natal Open 1971 Durban, Sudafrica Cemento Singolare - Doppio                                            | Margaret Smith-Court 6-2 6-1                               | Patti Hogan                              |               |                     |
| 4 aprile  | Natal Open 1971 Durban, Sudafrica Cemento Singolare - Doppio                                            | Margaret Smith-Court Evonne Goolagong Cawley 3-6 6-3 6-3   | Kerry Harris Winnie Shaw                 |               |                     |
| 4 aprile  | Natal Open 1971 Durban, Sudafrica Cemento Singolare - Doppio                                            | Doppio misto terminato in semifinale a causa della pioggia |                                          |               |                     |
| 4 aprile  | Nice Lawn Tennis Club Championships 1971 Nizza, Francia Terra rossa Singolare - Doppio                  | Jill Cooper 6-1 6-1                                        | Marijke Jansen-Schaar                    |               |                     |
| 4 aprile  | Nice Lawn Tennis Club Championships 1971 Nizza, Francia Terra rossa Singolare - Doppio                  | Lucia Bassi Lea Pericoli walkover                          | Betty Stöve Gertrudia Groenman-Walhof    |               |                     |
| 10 aprile | Israel Invitational 1971 Netanya, Israele Terra rossa Singolare - Doppio                                | Alena Palmeova-West 6-3 6-4                                | Andree Martin                            |               |                     |
| 10 aprile | Israel Invitational 1971 Netanya, Israele Terra rossa Singolare - Doppio                                |                                                            |                                          |               |                     |
| 11 aprile | Torneo di San Luis Potosí 1971 San Luis Potosí, Messico Terra rossa Singolare - Doppio                  | Elena Subirats 6-0 6-0                                     | Lourdes Gongorga                         |               |                     |
| 11 aprile | Torneo di San Luis Potosí 1971 San Luis Potosí, Messico Terra rossa Singolare - Doppio                  | Gina Diaz Ponce Elena Subirats 6-3 6-2                     | Lourdes Diaz Ponce Lourdes Gongorga      |               |                     |
| 11 aprile | Monte Carlo Open 1971 Monte Carlo, Monte Carlo Terra rossa Singolare - Doppio                           | Gail Sherriff Chanfreau Lovera 6-4 4-6 6-4                 | Betty Stöve                              |               |                     |
| 11 aprile | Monte Carlo Open 1971 Monte Carlo, Monte Carlo Terra rossa Singolare - Doppio                           | Katja Burgemeister Ebbinghaus Betty Stöve 6-3 6-4          | Lucia Bassi Lea Pericoli                 |               |                     |
| 17 aprile | Cumberland Hard Court Championships 1971 Hampstead, Gran Bretagna Terra rossa Singolare - Doppio        | Christine Truman 8-6 4-6 6-2                               | Jill Cooper                              |               |                     |
| 17 aprile | Cumberland Hard Court Championships 1971 Hampstead, Gran Bretagna Terra rossa Singolare - Doppio        |                                                            |                                          |               |                     |
| 17 aprile | South African Open 1971 Johannesburg, Sudafrica Cemento Singolare - Doppio                              | Margaret Smith-Court 6-3 6-1                               | Evonne Goolagong Cawley                  |               |                     |
| 17 aprile | South African Open 1971 Johannesburg, Sudafrica Cemento Singolare - Doppio                              | Margaret Smith-Court Evonne Goolagong Cawley 6-3 6-2       | Brenda Kirk Laura Rossouw                |               |                     |
| 18 aprile | Carolinas International Tennis 1971 Charlotte, USA Terra rossa Singolare - Doppio                       | Chris Evert 6-2 6-0                                        | Laura DuPont                             |               |                     |
| 18 aprile | Carolinas International Tennis 1971 Charlotte, USA Terra rossa Singolare - Doppio                       | Chris Evert Sue Stap 6-3, 1-6, 6-3                         | Janet Newberry Eliza Pande               |               |                     |
| 18 aprile | Nice Mediterranean Championships 1971 Nizza, Francia Singolare - Doppio                                 | Katja Burgemeister Ebbinghaus 8-6 6-4                      | Odile de Roubin                          |               |                     |
| 18 aprile | Nice Mediterranean Championships 1971 Nizza, Francia Singolare - Doppio                                 |                                                            |                                          |               |                     |
| 18 aprile | Campionati Internazionali di Sicilia 1971 Palermo, Italia Terra rossa Singolare - Doppio                | Helga Schultze-Hösl 6-3 4-6 7-6                            | Gail Sherriff Chanfreau Lovera           |               |                     |
| 18 aprile | Campionati Internazionali di Sicilia 1971 Palermo, Italia Terra rossa Singolare - Doppio                | Helga Schultze-Hösl Gail Sherriff Chanfreau Lovera 6-4 6-3 | Marie Neumannova Pinterova Mila Holubova |               |                     |
| 24 aprile | Torneo di Sheffield 1971 Sheffield, Gran Bretagna Terra rossa Singolare - Doppio                        | Lindsey Beaven 2-6 6-3 6-4                                 | Lesley Charles                           |               |                     |
| 24 aprile | Torneo di Sheffield 1971 Sheffield, Gran Bretagna Terra rossa Singolare - Doppio                        | Cecelie Fleming Sue Hole 9-7 8-6                           | Wendy Slaughter Lesley Charles           |               |                     |
| 25 aprile | Catania Open 1971 Catania, Italia Terra rossa Singolare - Doppio                                        | Virginia Wade 1-6 7-6 6-2                                  | Gail Sherriff Chanfreau Lovera           |               |                     |
| 25 aprile | Catania Open 1971 Catania, Italia Terra rossa Singolare - Doppio                                        | Gail Sherriff Chanfreau Lovera Helga Schultze-Hösl 6-4 6-4 | Pam Teeguarden Virginia Wade             |               |                     |
| 25 aprile | Ojai Valley Championships 1971 Ojai, USA Singolare - Doppio                                             | Kathleen Harter                                            | Janice Metcalf                           |               |                     |
| 25 aprile | Ojai Valley Championships 1971 Ojai, USA Singolare - Doppio                                             |                                                            |                                          |               |                     |

### Maggio
| Settimana | Torneo                                                                                       | Vincitore                                                   | Finalista                                 | Semifinalisti | Eliminati ai quarti |
| --------- | -------------------------------------------------------------------------------------------- | ----------------------------------------------------------- | ----------------------------------------- | ------------- | ------------------- |
| 1º maggio | Paris Open 1971 (ATP Parigi) Parigi, Francia Singolare - Doppio                              | Helga Schultze-Hösl 4-6 6-2 6-1                             | Brenda Kirk                               |               |                     |
| 1º maggio | Paris Open 1971 (ATP Parigi) Parigi, Francia Singolare - Doppio                              |                                                             |                                           |               |                     |
| 1º maggio | Sutton Hard Court Championships 1971 Sutton, Gran Bretagna Terra rossa Singolare - Doppio    | Evonne Goolagong Cawley 7-5 2-6 6-3                         | Joyce Barclay-Williams-Hume               |               |                     |
| 1º maggio | Sutton Hard Court Championships 1971 Sutton, Gran Bretagna Terra rossa Singolare - Doppio    | Evonne Goolagong Cawley Joyce Barclay-Williams-Hume 6-4 6-3 | Shirley Bloomer-Brasher Jill Cooper       |               |                     |
| 2 maggio  | River Plate Championships 1971 Buenos Aires, Argentina Terra rossa Singolare - Doppio        | Ol'ga Morozova 6-3 6-4                                      | Anna-Maria Nasuelli                       |               |                     |
| 2 maggio  | River Plate Championships 1971 Buenos Aires, Argentina Terra rossa Singolare - Doppio        | Ol'ga Morozova Betty Stöve 7-5 6-1                          | I. Roget Beatrix Araujo                   |               |                     |
| 3 maggio  | Glenwood Manor Invitation 1971 Kansas City, USA Singolare - Doppio                           | Valerie Ziegenfuss 6-1 6-4                                  | Mary-Ann Eisel Curtis                     |               |                     |
| 3 maggio  | Glenwood Manor Invitation 1971 Kansas City, USA Singolare - Doppio                           |                                                             |                                           |               |                     |
| 8 maggio  | Surrey Hard Court Championships 1971 Guildford, Gran Bretagna Terra rossa Singolare - Doppio | Evonne Goolagong Cawley 6-4 6-3                             | Jill Cooper                               |               |                     |
| 8 maggio  | Surrey Hard Court Championships 1971 Guildford, Gran Bretagna Terra rossa Singolare - Doppio |                                                             |                                           |               |                     |
| 9 maggio  | Melia Trophy 1971 Madrid, Spagna Terra rossa Singolare - Doppio                              | Winnie Shaw 5-7 6-1 6-1                                     | Lesley Hunt                               |               |                     |
| 9 maggio  | Melia Trophy 1971 Madrid, Spagna Terra rossa Singolare - Doppio                              |                                                             |                                           |               |                     |
| 9 maggio  | Tulsa Clay Court Championships 1971 Tulsa, USA Terra rossa Singolare - Doppio                | Chris Evert 6-0 6-3                                         | Mary-Ann Eisel Curtis                     |               |                     |
| 9 maggio  | Tulsa Clay Court Championships 1971 Tulsa, USA Terra rossa Singolare - Doppio                | Chris Evert Jeanne Evert 2-6 7-5 7-5                        | Mary-Ann Eisel Karin Benson               |               |                     |
| 10 maggio | Internazionali d'Italia 1971 Roma, Italia Terra rossa Singolare - Doppio                     | Virginia Wade 6-4 6-4                                       | Helga Niessen Masthoff                    |               |                     |
| 10 maggio | Internazionali d'Italia 1971 Roma, Italia Terra rossa Singolare - Doppio                     | Helga Niessen Masthoff Virginia Wade 5-7, 6-2, 6-2          | Lesley Turner Bowrey Helen Gourlay-Cawley |               |                     |
| 10 maggio | Stuttgart Tournament 1971 Stoccarda, Germania Singolare - Doppio                             | María-Isabel Fernández 6-4 0-6 6-2                          | Katja Burgemeister Ebbinghaus             |               |                     |
| 10 maggio | Stuttgart Tournament 1971 Stoccarda, Germania Singolare - Doppio                             |                                                             |                                           |               |                     |
| 15 maggio | WTA Lee-on-Solent 1971 Lee-on-the-Solent, Gran Bretagna Terra rossa Singolare - Doppio       | María-Isabel Fernández 3-6 6-0 6-1                          | Anna Maria Arias-Pinto Bravo              |               |                     |
| 15 maggio | WTA Lee-on-Solent 1971 Lee-on-the-Solent, Gran Bretagna Terra rossa Singolare - Doppio       |                                                             |                                           |               |                     |
| 29 maggio | Surrey Grass Court Championships 1971 Surbiton, Gran Bretagna Erba Singolare - Doppio        | Judy Tegart-Dalton 9-8 6-2                                  | Joyce Barclay-Williams-Hume               |               |                     |
| 29 maggio | Surrey Grass Court Championships 1971 Surbiton, Gran Bretagna Erba Singolare - Doppio        |                                                             |                                           |               |                     |

### Giugno
| Settimana | Torneo                                                                                    | Vincitore                                          | Finalista                                    | Semifinalisti | Eliminati ai quarti |
| --------- | ----------------------------------------------------------------------------------------- | -------------------------------------------------- | -------------------------------------------- | ------------- | ------------------- |
| 6 giugno  | Northern Championships 1971 Manchester, Gran Bretagna Erba Singolare - Doppio             | Patti Hogan 6-2 3-6 6-3                            | Kristien Shaw-Kemmer                         |               |                     |
| 6 giugno  | Northern Championships 1971 Manchester, Gran Bretagna Erba Singolare - Doppio             |                                                    |                                              |               |                     |
| 12 giugno | Torneo di Chichester 1971 Chichester, Gran Bretagna Erba Singolare - Doppio               | Judy Tegart-Dalton 6-1 6-4                         | Janet Newberry                               |               |                     |
| 12 giugno | Torneo di Chichester 1971 Chichester, Gran Bretagna Erba Singolare - Doppio               |                                                    |                                              |               |                     |
| 12 giugno | Kent Championships 1971 Beckenham, Gran Bretagna Erba Singolare - Doppio                  | Kerry Melville Reid 6-0 3-6 9-7                    | Kristy Pigeon                                |               |                     |
| 12 giugno | Kent Championships 1971 Beckenham, Gran Bretagna Erba Singolare - Doppio                  | Christine Truman Nell Truman 6-3 9-7               | Zaiga Jansone Ol'ga Morozova                 |               |                     |
| 12 giugno | Merseyside Tournament 1971 Merseyside, Gran Bretagna Singolare - Doppio                   | Anne Coleman 6-1 3-6 6-3                           | Susan Alexander                              |               |                     |
| 12 giugno | Merseyside Tournament 1971 Merseyside, Gran Bretagna Singolare - Doppio                   |                                                    |                                              |               |                     |
| 12 giugno | Nottingham John Player 1971 Nottingham, Gran Bretagna Erba Singolare - Doppio             | Julie Heldman 6-4 7-9 6-3                          | Barbara Hawcroft                             |               |                     |
| 12 giugno | Nottingham John Player 1971 Nottingham, Gran Bretagna Erba Singolare - Doppio             | Françoise Dürr Julie Heldman 6-0 6-3               | Anna Maria Arias-Pinto Bravo Raquel Giscafré |               |                     |
| 12 giugno | Nottingham John Player Round Robin 1971 Nottingham, Gran Bretagna Erba Singolare - Doppio | Margaret Smith-Court Round Robin                   | non conosciuta (bandiera)                    |               |                     |
| 12 giugno | Nottingham John Player Round Robin 1971 Nottingham, Gran Bretagna Erba Singolare - Doppio |                                                    |                                              |               |                     |
| 12 giugno | Ulster Tournament 1971 Belfast, Irlanda Erba Singolare - Doppio                           | Lesley Turner Bowrey 0-6 6-4 8-6                   | Lesley Hunt                                  |               |                     |
| 12 giugno | Ulster Tournament 1971 Belfast, Irlanda Erba Singolare - Doppio                           |                                                    |                                              |               |                     |
| 20 giugno | International Women's Open 1971 Eastbourne, Gran Bretagna Erba Singolare - Doppio         | Françoise Dürr Judy Tegart-Dalton titolo condiviso |                                              |               |                     |
| 20 giugno | International Women's Open 1971 Eastbourne, Gran Bretagna Erba Singolare - Doppio         |                                                    |                                              |               |                     |

### Luglio
| Settimana | Torneo | Vincitore                                          | Finalista                                       | Semifinalisti | Eliminati ai quarti |
| --------- | --- | -------------------------------------------------- | ----------------------------------------------- | ------------- | ------------------- |
| luglio    | Hungarian International Championships 1971 Budapest, Ungheria Singolare - Doppio                           | Judith Szorenyi 6-2 6-2                            | Éva Szabó                                       |               |                     |
| luglio    | Hungarian International Championships 1971 Budapest, Ungheria Singolare - Doppio                           |                                                    |                                                 |               |                     |
| 4 luglio  | Southern Championships 1971 Birmingham, USA Singolare - Doppio                                             | Chris Evert 6-1 6-0                                | Jeanne Evert                                    |               |                     |
| 4 luglio  | Southern Championships 1971 Birmingham, USA Singolare - Doppio                                             |                                                    |                                                 |               |                     |
| 10 luglio | Irish Open 1971 Dublino, Irlanda Erba Singolare - Doppio                                                   | Margaret Smith-Court 6-3 2-6 6-3                   | Evonne Goolagong Cawley                         |               |                     |
| 10 luglio | Irish Open 1971 Dublino, Irlanda Erba Singolare - Doppio                                                   | Lesley Turner Bowrey Betty Stöve 7-5 6-1           | Margaret Smith-Court Evonne Goolagong Cawley    |               |                     |
| 11 luglio | Czechoslovakian International Championships 1971 Bratislava, Cecoslovacchia Terra rossa Singolare - Doppio | Marie Neumannova Pinterova 6-4 0-6 6-3             | Mila Holubova                                   |               |                     |
| 11 luglio | Czechoslovakian International Championships 1971 Bratislava, Cecoslovacchia Terra rossa Singolare - Doppio |                                                    |                                                 |               |                     |
| 12 luglio | Bavarian Championships 1971 Monaco di Baviera, Germania Terra rossa Singolare - Doppio                     | Helga Schultze-Hösl 6-1 6-2                        | Valerie Ziegenfuss                              |               |                     |
| 12 luglio | Bavarian Championships 1971 Monaco di Baviera, Germania Terra rossa Singolare - Doppio                     |                                                    |                                                 |               |                     |
| 15 luglio | Düsseldorf Open 1971 Düsseldorf, Germania Singolare - Doppio                                               | Helga Niessen Masthoff 4-6 6-3 6-3                 | Betty Stöve                                     |               |                     |
| 15 luglio | Düsseldorf Open 1971 Düsseldorf, Germania Singolare - Doppio                                               | Helga Niessen Masthoff Heide Orth 6-2 6-4          | Helga Schultze Betty Stöve                      |               |                     |
| 17 luglio | Essex Championships 1971 Frinton, Gran Bretagna Erba Singolare - Doppio                                    | Kerry Harris 6-2 6-4                               | Helen Gourlay-Cawley                            |               |                     |
| 17 luglio | Essex Championships 1971 Frinton, Gran Bretagna Erba Singolare - Doppio                                    |                                                    |                                                 |               |                     |
| 17 luglio | North of England Championships 1971 Hoylake, Gran Bretagna Erba Singolare - Doppio                         | Billie Jean King 6-3 6-3                           | Rosie Casals                                    |               |                     |
| 17 luglio | North of England Championships 1971 Hoylake, Gran Bretagna Erba Singolare - Doppio                         | Billie Jean King Rosie Casals walkover             | Margaret Smith-Court Evonne Goolagong Cawley    |               |                     |
| 17 luglio | Scottish Championships 1971 Edimburgo, Gran Bretagna Singolare - Doppio                                    | Joyce Barclay-Williams-Hume 6-4 6-2                | Winnie Shaw                                     |               |                     |
| 17 luglio | Scottish Championships 1971 Edimburgo, Gran Bretagna Singolare - Doppio                                    |                                                    |                                                 |               |                     |
| 18 luglio | Aix Golden Racquet Tournament 1971 Aix-en-Provence, Francia Terra rossa Singolare - Doppio                 | Fiorella Bonicelli 6-2 5-7 8-6                     | Odile de Roubin                                 |               |                     |
| 18 luglio | Aix Golden Racquet Tournament 1971 Aix-en-Provence, Francia Terra rossa Singolare - Doppio                 |                                                    |                                                 |               |                     |
| 24 luglio | Leicester Midland Open 1971 Leicester, Gran Bretagna Erba Singolare - Doppio                               | Evonne Goolagong Cawley 6-2 6-4                    | Patti Hogan                                     |               |                     |
| 24 luglio | Leicester Midland Open 1971 Leicester, Gran Bretagna Erba Singolare - Doppio                               | Judy Tegart-Dalton Evonne Goolagong Cawley 8-6 6-4 | Barbara Hawcroft Patti Hogan                    |               |                     |
| 25 luglio | WTA Austrian Open 1971 Kitzbühel, Austria Terra rossa Singolare - Doppio                                   | Billie Jean King 6-2 4-6 7-5                       | Laura Rossouw                                   |               |                     |
| 25 luglio | WTA Austrian Open 1971 Kitzbühel, Austria Terra rossa Singolare - Doppio                                   | Billie Jean King Rosie Casals 6-2 6-4              | Helga Niessen Masthoff Heide Schildeknecht-Orth |               |                     |

### Agosto
| Settimana | Torneo                                                                           | Vincitore                                             | Finalista                                               | Semifinalisti | Eliminati ai quarti |
| --------- | -------------------------------------------------------------------------------- | ----------------------------------------------------- | ------------------------------------------------------- | ------------- | ------------------- |
| 1º agosto | Dutch Open 1971 Hilversum, Paesi Bassi Terra rossa Singolare - Doppio            | Evonne Goolagong Cawley 8-6 6-3                       | Christina Sandberg                                      |               |                     |
| 1º agosto | Dutch Open 1971 Hilversum, Paesi Bassi Terra rossa Singolare - Doppio            | Christina Sandberg Betty Stöve 6-1 6-2                | Katja Burgemeister Ebbinghaus Gertrudia Groenman-Walhof |               |                     |
| 1º agosto | Dutch Open 1971 Hilversum, Paesi Bassi Terra rossa Singolare - Doppio            | Doppio misto: Betty Stöve Jean Claude Barclay 8-6 6-3 | Christina Sandberg Patrice Dominguez                    |               |                     |
| 1º agosto | Venice Ford Capri Tournament 1971 Venezia, Italia Terra rossa Singolare - Doppio | Helga Niessen Masthoff 6-3 4-6 6-3                    | Rosie Casals                                            |               |                     |
| 1º agosto | Venice Ford Capri Tournament 1971 Venezia, Italia Terra rossa Singolare - Doppio | Judy Tegart-Dalton Billie Jean King 3-6 6-4 6-4       | Gail Sherriff Chanfreau Lovera Françoise Dürr           |               |                     |
| 3 agosto  | Columbus Open 1971 Columbus, Stati Uniti Cemento Singolare - Doppio              | Chris Evert 6-2 6-3                                   | Jeanne Evert                                            |               |                     |
| 3 agosto  | Columbus Open 1971 Columbus, Stati Uniti Cemento Singolare - Doppio              |                                                       |                                                         |               |                     |
| 9 agosto  | Turkey Open 1971 Istanbul, Turchia Terra rossa Singolare - Doppio                | Fiorella Bonicelli 6-2 4-6 6-2                        | Daphne Botha                                            |               |                     |
| 9 agosto  | Turkey Open 1971 Istanbul, Turchia Terra rossa Singolare - Doppio                |                                                       |                                                         |               |                     |
| 9 agosto  | Turkey Open 1971 Istanbul, Turchia Terra rossa Singolare - Doppio                | Doppio misto: Faye Moore Jimmy Moore 7-5 6-2          | Daphne Botha Andrew Pattison                            |               |                     |
| 15 agosto | Moscow International 1971 Mosca, USSR Singolare - Doppio                         | Anna Yeremeyova 6-0 6-3                               | Maria Kull                                              |               |                     |
| 15 agosto | Moscow International 1971 Mosca, USSR Singolare - Doppio                         | Galina Bakšeeva 1-6 6-3 7-5                           | Evgenija Birjukova Ol'ga Morozova                       |               |                     |
| 15 agosto | Moscow International 1971 Mosca, USSR Singolare - Doppio                         | Doppio misto: Ol'ga Morozova Alex Metreveli walkover  | Marina Chuvyrina Teimuraz Kakuliya                      |               |                     |

### Settembre
| Settimana    | Torneo                                                                                         | Vincitore                        | Finalista           | Semifinalisti | Eliminati ai quarti |
| ------------ | ---------------------------------------------------------------------------------------------- | -------------------------------- | ------------------- | ------------- | ------------------- |
| 1º settembre | Torneo di Thessaloniki 1971 Salonicco, Grecia Singolare - Doppio                               | Fiorella Bonicelli 9-7 6-0       | Lindsey Beaven      |               |                     |
| 1º settembre | Torneo di Thessaloniki 1971 Salonicco, Grecia Singolare - Doppio                               |                                  |                     |               |                     |
| 1º settembre | Torneo di Locarno 1971 Locarno, Svizzera Singolare - Doppio                                    | Daniele Bouteleux 9-7 6-0        | Barbara Hawcroft    |               |                     |
| 1º settembre | Torneo di Locarno 1971 Locarno, Svizzera Singolare - Doppio                                    |                                  |                     |               |                     |
| 1º settembre | Pörtschach International Championships 1971 Pörtschach, Austria Terra rossa Singolare - Doppio | Helen Amos 5-7 6-4 6-2           | Brenda Kirk         |               |                     |
| 1º settembre | Pörtschach International Championships 1971 Pörtschach, Austria Terra rossa Singolare - Doppio | Helen Amos Kora Schediwy 6-1 6-0 | Rodriguez Todoric   |               |                     |
| 1º settembre | Singapore Championships 1971 Singapore, Singapore Singolare - Doppio                           | Yoon Jung Soon 8-6 6-2           | Ling Yuen Yuen      |               |                     |
| 1º settembre | Singapore Championships 1971 Singapore, Singapore Singolare - Doppio                           |                                  |                     |               |                     |
| 1º settembre | Torneo di Vigo 1971 Barcellona, Spagna Terra rossa Singolare - Doppio                          | Joan Koudelka 4-6 6-2 12-10      | Raquel Giscafré     |               |                     |
| 1º settembre | Torneo di Vigo 1971 Barcellona, Spagna Terra rossa Singolare - Doppio                          |                                  |                     |               |                     |
| 5 settembre  | Athens Championships 1971 Atene, Grecia Terra rossa Singolare - Doppio                         | Brenda Kirk 6-2 6-3              | Fiorella Bonicelli  |               |                     |
| 5 settembre  | Athens Championships 1971 Atene, Grecia Terra rossa Singolare - Doppio                         |                                  |                     |               |                     |
| 12 settembre | Torneo di Ascona 1971 Ascona, Svizzera Singolare - Doppio                                      | Marilyn Pryde-Lawrence 6-2 6-2   | Totta Zehden        |               |                     |
| 12 settembre | Torneo di Ascona 1971 Ascona, Svizzera Singolare - Doppio                                      |                                  |                     |               |                     |
| 12 settembre | Malaysian International Championships 1971 Kuala Lumpur, Malaysia Singolare - Doppio           | Cecelie Fleming 7-5 6-4          | Somsri Klamssombuti |               |                     |
| 12 settembre | Malaysian International Championships 1971 Kuala Lumpur, Malaysia Singolare - Doppio           |                                  |                     |               |                     |

### Ottobre
| Settimana  | Torneo                                                                                                   | Vincitore                                      | Finalista                                          | Semifinalisti | Eliminati ai quarti |
| ---------- | --- | ---------------------------------------------- | -------------------------------------------------- | ------------- | ------------------- |
| ottobre    | Sydney Metropolitan Grass Court Championships 1971 Sydney, Australia Erba Singolare - Doppio             | Patricia Coleman-Gregg                         | non conosciuta (bandiera)                          |               |                     |
| ottobre    | Sydney Metropolitan Grass Court Championships 1971 Sydney, Australia Erba Singolare - Doppio             |                                                |                                                    |               |                     |
| 3 ottobre  | Pacific Coast Championships 1971 Berkeley, USA Cemento Singolare - Doppio                                | Marcie Louie 7-5 6-3                           | Barbara Downs                                      |               |                     |
| 3 ottobre  | Pacific Coast Championships 1971 Berkeley, USA Cemento Singolare - Doppio                                | Cathy Anderson Barbara Downs walkover          | Kate Latham Laurie Tenney                          |               |                     |
| 3 ottobre  | Torneo di Siracusa 1971 Siracusa, Italia Terra rossa Singolare - Doppio                                  | Margaret Tesch 6-2 6-2                         | Margareta Sandberg                                 |               |                     |
| 3 ottobre  | Torneo di Siracusa 1971 Siracusa, Italia Terra rossa Singolare - Doppio                                  |                                                |                                                    |               |                     |
| 4 ottobre  | Israel Invitational Jerusalem 1971 Gerusalemme, Israele Singolare - Doppio                               | Marilyn Pryde-Lawrence 6-1 6-2                 | Gillian Kay                                        |               |                     |
| 4 ottobre  | Israel Invitational Jerusalem 1971 Gerusalemme, Israele Singolare - Doppio                               |                                                |                                                    |               |                     |
| 10 ottobre | Hong Kong International Championships 1971 Hong Kong Erba Singolare - Doppio                             | Lita Liem 6-3 6-1                              | Cecelie Fleming                                    |               |                     |
| 10 ottobre | Hong Kong International Championships 1971 Hong Kong Erba Singolare - Doppio                             | Lany Kaligis Lita Liem 6-2 6-1                 | Cecelie Fleming Taylor                             |               |                     |
| 11 ottobre | Israel Internernational 1971 Tel Aviv, Israele Singolare - Doppio                                        | Marilyn Pryde-Lawrence 1-6 6-2 6-2             | Vicki Kerr Lancaster                               |               |                     |
| 11 ottobre | Israel Internernational 1971 Tel Aviv, Israele Singolare - Doppio                                        | Vicki Kerr Lancaster Salli Hudson-Beck 6-1 6-3 | Marilyn Pryde-Lawrence Celeste Behrman             |               |                     |
| 16 ottobre | Scotland Dewar Cup Edinburgh 1971 Edimburgo, Gran Bretagna Sintetico indoor (Uniturf) Singolare - Doppio | Evonne Goolagong Cawley 6-0 6-4                | Françoise Dürr                                     |               |                     |
| 16 ottobre | Scotland Dewar Cup Edinburgh 1971 Edimburgo, Gran Bretagna Sintetico indoor (Uniturf) Singolare - Doppio | Evonne Goolagong Cawley Julie Heldman 6-3 6-0  | Patti Hogan Nell Truman                            |               |                     |
| 17 ottobre | Israel Invitational Haifa 1971 Haifa, Israele Singolare - Doppio                                         | Marilyn Pryde-Lawrence 6-2 6-0                 | Vicki Kerr Lancaster                               |               |                     |
| 17 ottobre | Israel Invitational Haifa 1971 Haifa, Israele Singolare - Doppio                                         |                                                |                                                    |               |                     |
| 17 ottobre | Philip Morris Invitational 1971 Saragozza, Spagna Terra rossa Singolare - Doppio                         | M. Guardez 6-3 6-3                             | Monique van Haver                                  |               |                     |
| 17 ottobre | Philip Morris Invitational 1971 Saragozza, Spagna Terra rossa Singolare - Doppio                         | M. Guardez Monique van Haver 6-4 6-1           | Susan Alexander Murphy                             |               |                     |
| 22 ottobre | Torneo Godò 1971 Barcellona, Spagna Terra rossa Singolare - Doppio                                       | Helga Schultze-Hösl 6-3 6-2                    | Anna Maria Arias-Pinto Bravo                       |               |                     |
| 22 ottobre | Torneo Godò 1971 Barcellona, Spagna Terra rossa Singolare - Doppio                                       | Helga Schultze-Hösl Gisbert 6-4 6-2            | Anna Maria Arias-Pinto Bravo Cyntia Doerner-Seiler |               |                     |
| 23 ottobre | Billingham Cup 1971 Billingham, Gran Bretagna Sintetico indoor (Uniturf) Singolare - Doppio              | Virginia Wade 4-6 7-5 6-3                      | Julie Heldman                                      |               |                     |
| 23 ottobre | Billingham Cup 1971 Billingham, Gran Bretagna Sintetico indoor (Uniturf) Singolare - Doppio              | Virginia Wade Françoise Dürr 6-3 4-6 6-2       | Evonne Goolagong Cawley Julie Heldman              |               |                     |

### Novembre
| Settimana   | Torneo                                                                                           | Vincitore                                     | Finalista                             | Semifinalisti | Eliminati ai quarti |
| ----------- | ------------------------------------------------------------------------------------------------ | --------------------------------------------- | ------------------------------------- | ------------- | ------------------- |
| 6 novembre  | Aberavon Cup 1971 Aberavon, Gran Bretagna Sintetico indoor (Uniturf) Singolare - Doppio          | Virginia Wade 7-6 6-3                         | Evonne Goolagong Cawley               |               |                     |
| 6 novembre  | Aberavon Cup 1971 Aberavon, Gran Bretagna Sintetico indoor (Uniturf) Singolare - Doppio          | Françoise Dürr Virginia Wade 7-5 6-4          | Evonne Goolagong Cawley Julie Heldman |               |                     |
| 13 novembre | Torquay Cup 1971 Torquay, Gran Bretagna Sintetico indoor (Uniturf) Singolare - Doppio            | Evonne Goolagong Cawley 6-1 6-0               | Françoise Dürr                        |               |                     |
| 13 novembre | Torquay Cup 1971 Torquay, Gran Bretagna Sintetico indoor (Uniturf) Singolare - Doppio            | Evonne Goolagong Cawley Julie Heldman 7-6 6-4 | Françoise Dürr Virginia Wade          |               |                     |
| 15 novembre | Japan Open Tennis Championships 1971 , Giappone Singolare - Doppio                               | Kimiyo Hatanaka 9-7 4-6 9-7                   | Duk Hee Lee                           |               |                     |
| 15 novembre | Japan Open Tennis Championships 1971 , Giappone Singolare - Doppio                               |                                               |                                       |               |                     |
| 20 novembre | London Dewar Cup Finals 1971 Londra, Gran Bretagna Sintetico indoor (Uniturf) Singolare - Doppio | Virginia Wade 6-1 6-3                         | Julie Heldman                         |               |                     |
| 20 novembre | London Dewar Cup Finals 1971 Londra, Gran Bretagna Sintetico indoor (Uniturf) Singolare - Doppio | Evonne Goolagong Cawley Julie Heldman 7-5 6-4 | Françoise Dürr Virginia Wade          |               |                     |

### Dicembre
| Settimana   | Torneo | Vincitore                                               | Finalista                                    | Semifinalisti | Eliminati ai quarti |
| ----------- | --- | ------------------------------------------------------- | -------------------------------------------- | ------------- | ------------------- |
| dicembre    | Sydney Manly Seaside Championships 1971 Sydney, Australia Singolare - Doppio                                         | Chris O'Neil                                            | non conosciuta (bandiera)                    |               |                     |
| dicembre    | Sydney Manly Seaside Championships 1971 Sydney, Australia Singolare - Doppio                                         |                                                         |                                              |               |                     |
| 1º dicembre | Argentine and South American Open 1971 Buenos Aires, Argentina Terra rossa Singolare - Doppio                        | Helga Niessen Masthoff 6-4 7-5                          | Heide Schildeknecht-Orth                     |               |                     |
| 1º dicembre | Argentine and South American Open 1971 Buenos Aires, Argentina Terra rossa Singolare - Doppio                        | Helga Niessen Masthoff Heide Schildeknecht-Orth 6-0 6-2 | Raquel Giscafré Anna Maria Arias-Pinto Bravo |               |                     |
| 1º dicembre | Morocco International Championships 1971 Casablanca, Marocco Terra rossa Singolare - Doppio                          | Wendy Gilchrist-Paish 6-2 7-5                           | Michèle Gurdal                               |               |                     |
| 1º dicembre | Morocco International Championships 1971 Casablanca, Marocco Terra rossa Singolare - Doppio                          |                                                         |                                              |               |                     |
| 5 dicembre  | Sydney Metropolitan Hard Court Championships 1971 Sydney, Australia Terra rossa Singolare - Doppio                   | Patricia Coleman-Gregg                                  | Gai Healey                                   |               |                     |
| 5 dicembre  | Sydney Metropolitan Hard Court Championships 1971 Sydney, Australia Terra rossa Singolare - Doppio                   |                                                         |                                              |               |                     |
| 5 dicembre  | Queensland Hard Court Championships 1971 Gympie, Australia Terra rossa Singolare - Doppio                            | Barbara Hawcroft 6-1 4-6 6-4                            | Marilyn Tesch                                |               |                     |
| 5 dicembre  | Queensland Hard Court Championships 1971 Gympie, Australia Terra rossa Singolare - Doppio                            |                                                         |                                              |               |                     |
| 25 dicembre | New Zealand Hard Court Championships 1971 (Benson & Hedges Open) Christchurch, Nuova Zelanda Erba Singolare - Doppio | Françoise Dürr 6-3 6-0                                  | Billie Jean King                             |               |                     |
| 25 dicembre | New Zealand Hard Court Championships 1971 (Benson & Hedges Open) Christchurch, Nuova Zelanda Erba Singolare - Doppio | Billie Jean King Rosie Casals 6-3 9-8                   | Judy Tegart-Dalton Françoise Dürr            |               |                     |
| 5 dicembre  | Chilean National Championships 1971 Santiago, Cile Terra rossa Singolare - Doppio                                    | Anna Maria Arias-Pinto Bravo 6-2 6-3                    | Leyla Musalem                                |               |                     |
| 5 dicembre  | Chilean National Championships 1971 Santiago, Cile Terra rossa Singolare - Doppio                                    | Anna Maria Arias-Pinto Bravo Leyla Musalem 7-6 2-6 6-2  | Carmen Ibarra Ibarra                         |               |                     |
| 6 dicembre  | Queensland Open 1971 Brisbane, Australia Erba Singolare - Doppio                                                     | Evonne Goolagong Cawley 6-2 7-6                         | Helen Gourlay-Cawley                         |               |                     |
| 6 dicembre  | Queensland Open 1971 Brisbane, Australia Erba Singolare - Doppio                                                     | Helen Gourlay-Cawley Kerry Harris 5-7 7-5 6-4           | Evonne Goolagong Cawley Janet Young          |               |                     |
| 12 dicembre | Auckland Championships 1971 Auckland, Nuova Zelanda Erba Singolare - Doppio                                          | Kerry Melville Reid 6-4 6-0                             | Rosie Casals                                 |               |                     |
| 12 dicembre | Auckland Championships 1971 Auckland, Nuova Zelanda Erba Singolare - Doppio                                          | Rosie Casals Billie Jean King 7-6 4-6 7-5               | Judy Tegart-Dalton Françoise Dürr            |               |                     |
| 18 dicembre | Australian Hard Court Championships 1971 Brisbane, Australia Terra rossa Singolare - Doppio                          | Evonne Goolagong Cawley 6-1 6-1                         | Mona Schallau Guerrant                       |               |                     |
| 18 dicembre | Australian Hard Court Championships 1971 Brisbane, Australia Terra rossa Singolare - Doppio                          | Evonne Goolagong Cawley Janet Young 6-2 6-1             | Barbara Hawcroft Wendy Turnbull              |               |                     |
| 18 dicembre | OFS Championships 1971 Bloemfontein, Sudafrica Cemento Singolare - Doppio                                            | Patricia Walkden-Pretorius 2-6 6-0 6-4                  | Brenda Kirk                                  |               |                     |
| 18 dicembre | OFS Championships 1971 Bloemfontein, Sudafrica Cemento Singolare - Doppio                                            |                                                         |                                              |               |                     |
| 18 dicembre | Wellington Championships 1971 Wellington, Nuova Zelanda Singolare - Doppio                                           | Jill Fraser 6-2 6-0                                     | Robyn Hunt-Legge                             |               |                     |
| 18 dicembre | Wellington Championships 1971 Wellington, Nuova Zelanda Singolare - Doppio                                           | Ching Ling Chan Mary Struthers 7-5 2-6 8-6              | Jeanette Amer Robyn Hunt-Legge               |               |                     |
| 25 dicembre | Border Championships 1971 East London, Sudafrica Cemento Singolare - Doppio                                          | Ilana Kloss 6-3 6-2                                     | Linda Tuero                                  |               |                     |
| 25 dicembre | Border Championships 1971 East London, Sudafrica Cemento Singolare - Doppio                                          | Brenda Kirk Patricia Walkden-Pretorius 6-4 7-5          | Alison McMillan Whitehouse                   |               |                     |